# Shellshock: Nam '67
Shellshock: Nam' 67 är ett third person shooter-datorspel som utvecklades av Guerrilla Games (som också har utvecklat spel som Killzone och Killzone 2) och släpptes i september 2004. Spelet utspelar sig under året 1967 i Vietnam, där man får följa en helt vanlig soldat. Filmer som Full Metal Jacket och Apocalypse kan ha varit stora inspirationskällor till Shellshock. Spelet fick också en uppföljare i februari 2009 som heter Shellshock 2: Blood Trails.